# トーマス優デーリックデニイ
トーマス 優デーリックデニイ（トーマス ゆうデーリックデニイ Thomas Yuderyckdenys、1985年4月8日 - ）は、トップイーストリーグDiv.1ヤクルトレビンズに所属するラグビー選手。 

## プロフィール
- フィジー・スバ出身[1]。
- ポジションはロック(LO)。
- 身長 193cm、体重 115kg。
- フィジー代表に選ばれたことがある。

## 来歴
マリストブラザーズ高校卒業後、日本の白鷗大学へと留学した。2007年、ヤマハ発動機ジュビロへと入団。同年10月27日に行われたジャパンラグビートップリーグ第1節のトヨタ自動車ヴェルブリッツ戦に先発出場で公式戦初出場を果たす。
2013年、トヨタ自動車ヴェルブリッツに移籍。
2016年、三菱重工相模原ダイナボアーズに移籍。
2017年、三菱重工相模原ダイナボアーズの主将に就任。
2021年3月、トップリーグ・リーグ戦通算100試合出場達成。同年8月、ヤクルトレビンズに加入。